# Mažice
Mažice (německy Maschitz) jsou obec v okrese Tábor v Jihočeském kraji. Žije zde 141 obyvatel. Vesnice se nachází v oblasti Soběslavských Blat, pro kterou je typická architektura tzv. selského baroka. V roce 1995 byly vyhlášeny vesnickou památkovou rezervací.
Jméno Mažice nejspíše pochází od mazlavé půdy – rašeliny. Její ložisko se nachází severně od obce a po desetiletí docházelo k její těžbě, která se zastavila až v roce 1980. Do té doby bylo v okolí vytěženo na 1,7 mil. tun rašeliny z plochy cca 400 ha. Od té doby je plocha po těžbě využívána k zemědělským účelům. Dnes se na zbytcích ložiska nachází přírodní rezervace Borkovická blata s naučnou stezkou a jejich sousedství přírodní památka Veselská blata.

## Historie
První písemná zmínka o obci pochází z roku 1354.

## Obyvatelstvo
| Rok            | 1869 | 1880 | 1890 | 1900 | 1910 | 1921 | 1930 | 1950 | 1961 | 1970 | 1980 | 1991 | 2001 | 2011 | 2021 |
| -------------- | ---- | ---- | ---- | ---- | ---- | ---- | ---- | ---- | ---- | ---- | ---- | ---- | ---- | ---- | ---- |
| Počet obyvatel | 427  | 456  | 439  | 427  | 437  | 383  | 384  | 311  | 273  | 265  | 188  | 169  | 141  | 122  | 126  |
| Počet domů     | 64   | 69   | 67   | 67   | 67   | 68   | 74   | 80   | 75   | 73   | 62   | 81   | 81   | 83   | 83   |

## Obecní správa
Mezi lety 1850–1960 byly Mažice obcí v okrese Třeboň (1850–1930), posléze v okrese Soběslav (1950) a později v okrese Tábor. V letech 1960–1980 patřily jako část obce k Zálší. Od 1. července 1980 do 23. listopadu 1990 patřily jako část obce k Borkovicím a od 24. listopadu 1990 jsou opět samostatnou obcí.

### Obecní symboly
Znak a vlajka byly obci uděleny rozhodnutím předsedy Poslanecké sněmovny Parlamentu České republiky dne 11. července 2019.

## Pamětihodnosti
- Náves s honosnými blatskými statky
- Kaple svaté Anny z druhé poloviny 19. století
- Barokní most s kapličkou svatého Jana Nepomuckého z roku 1671
- Kovárna přestavěná na hospodu
- Památník obětem první světové války
- Špýchar domu čp. 5 – nejstarší budova v obci z roku 1613

## Galerie

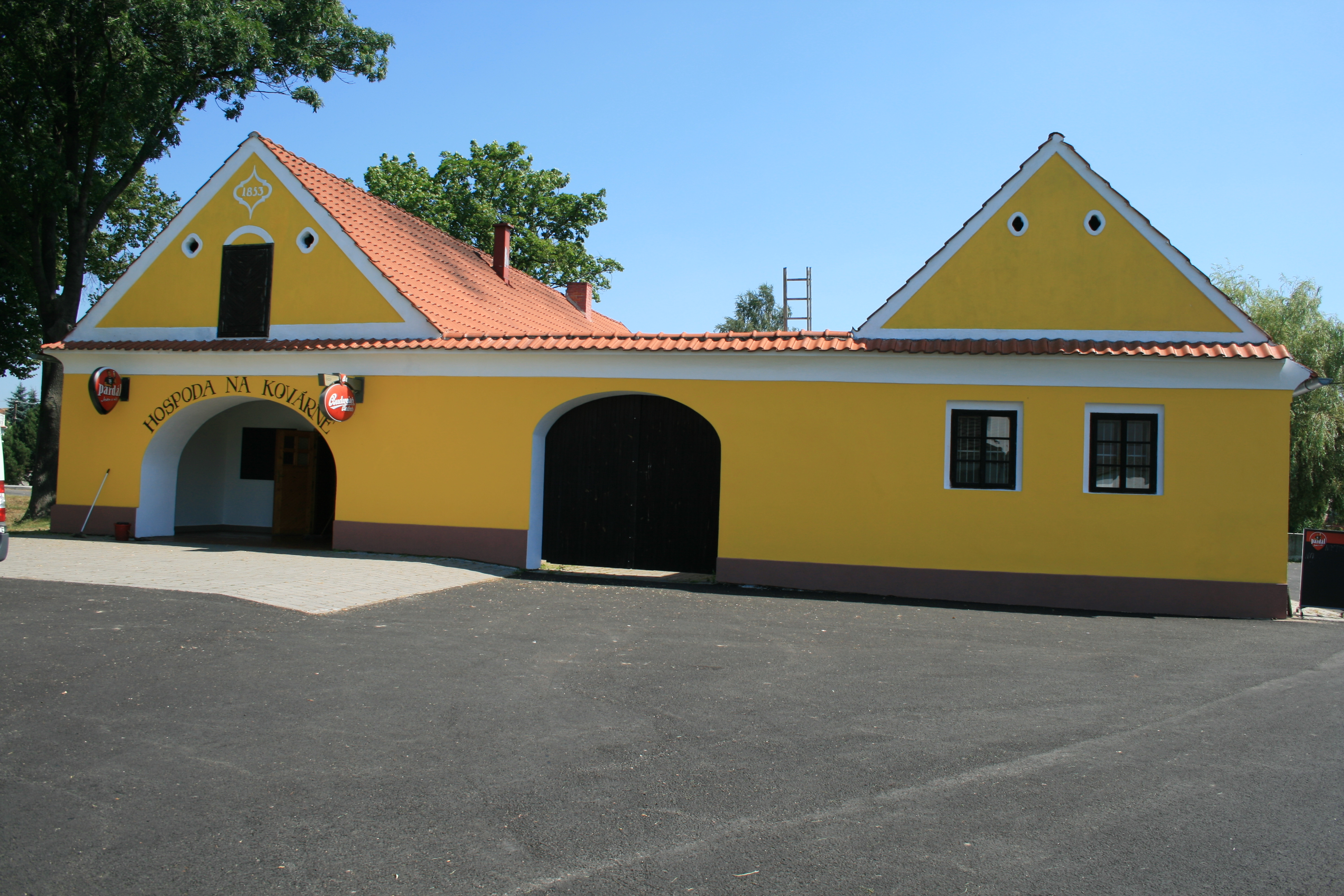
Kovárna
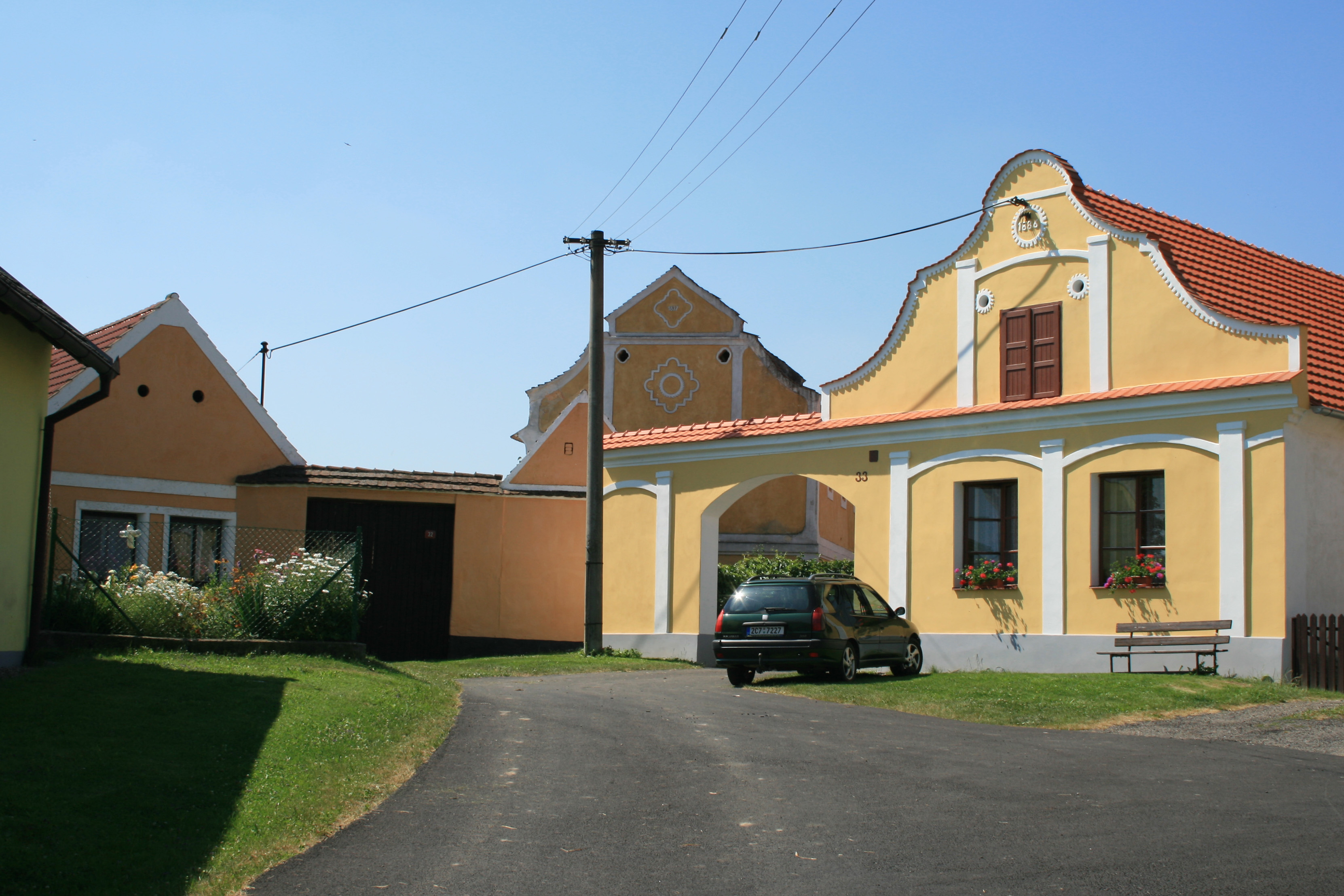
čp. 33
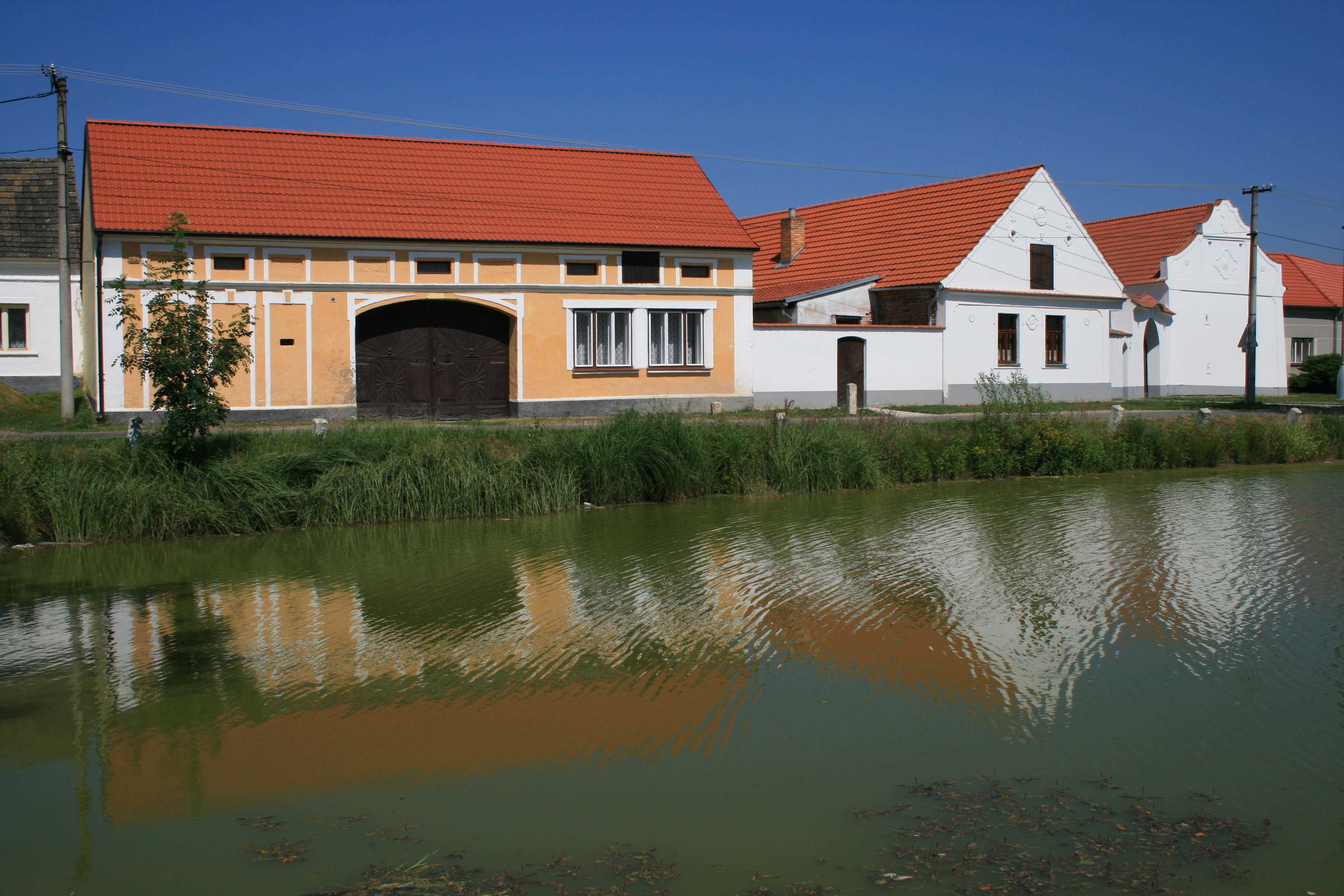
Náves
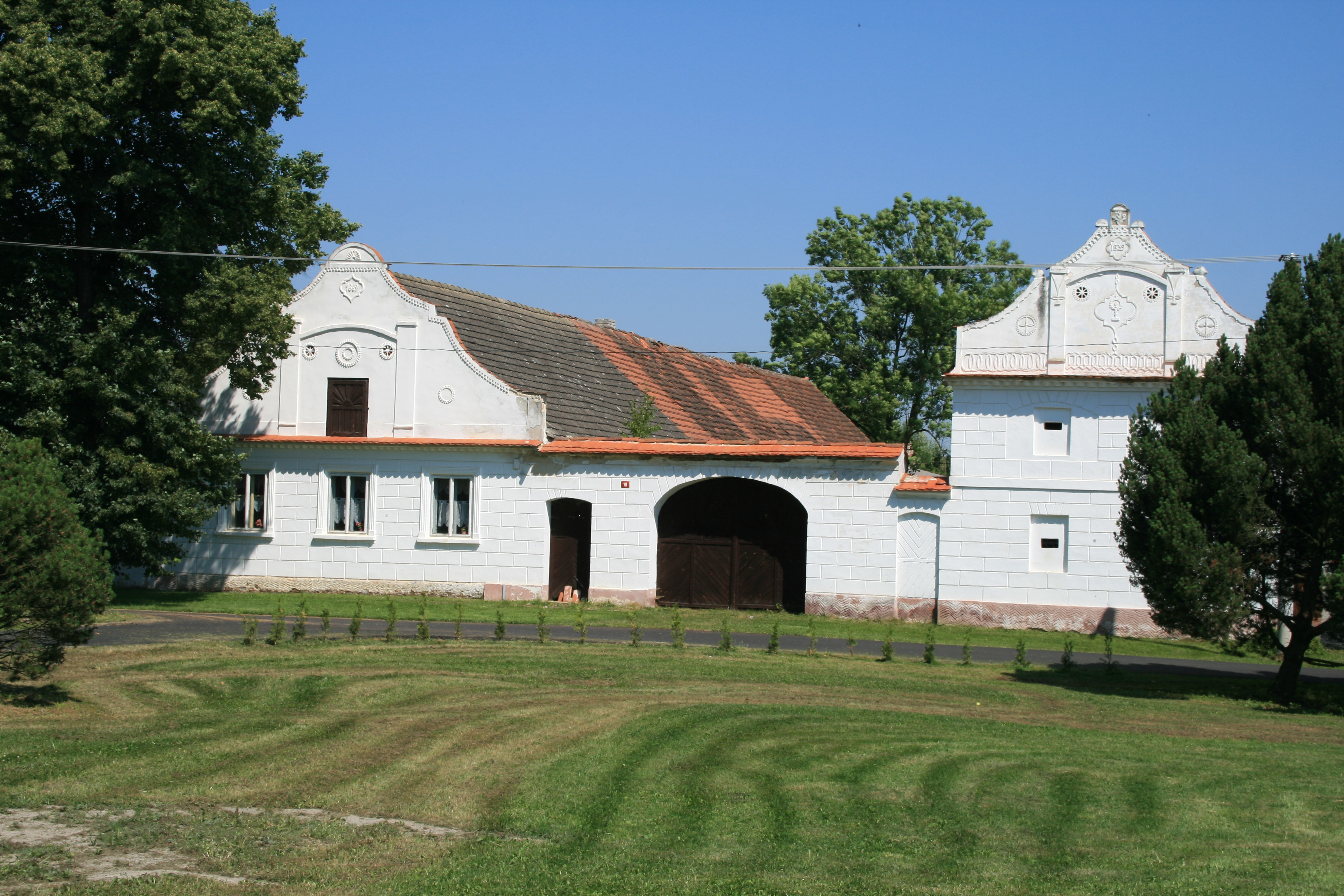
čp. 10
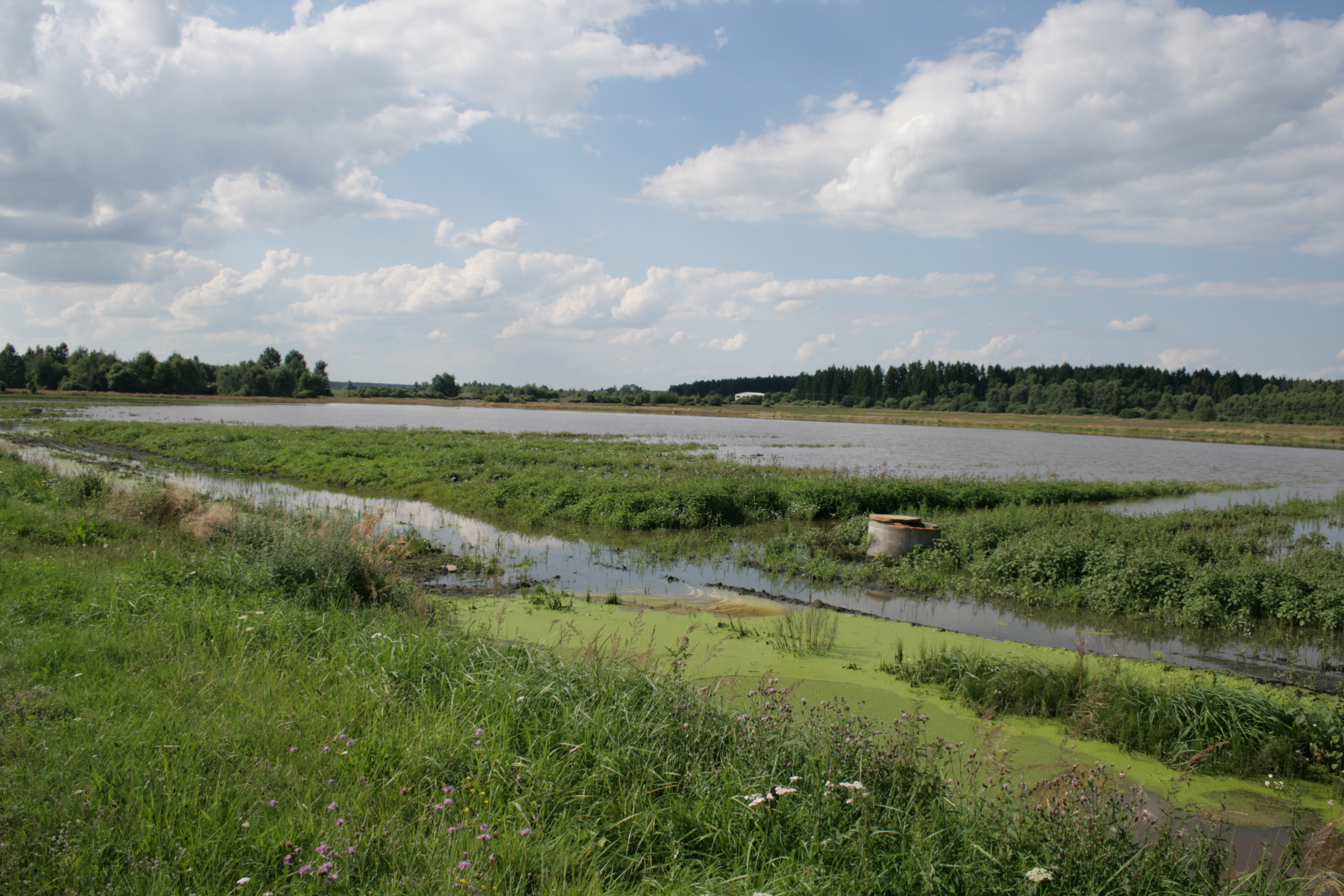
Pole za vesnicí